# Guard Young
Guard Young född den 3 juni 1977 i State College i Pennsylvania, är en amerikansk gymnast.
Han tog OS-silver i lagmångkampen i samband med de olympiska gymnastiktävlingarna 2004 i Aten.